# Liste der Staatsoberhäupter 49
Übersicht
◄◄ | ◄ | 45 | 46 | 47 | 48 | Liste der Staatsoberhäupter 49 | 50 | 51 | 52 | 53 | ► | ►►

Weitere Ereignisse

## Afrika
- Aksumitisches Reich
  - König: Zoskales (ca. 50)

- Reich von Kusch
  - König: Natakamani und Amanitore (ca. 50)

- Römisches Reich
  - Provincia Romana Aegyptus
    - Präfekt: Gnaeus Vergilius Capito (47–52)

## Asien
- Armenien
  - König: Mithradates (42–51)

- Chalkis
  - König: Herodes Agrippa II. (48–70)

- China
  - Kaiser: Han Guangwu di (25–57)

- Iberien (Kartlien)
  - König: Pharasmanes I. (Parsman I.); (Aderk) (1–58)

- Indien
  - Indo-Parthisches Königreich
    - König: Gondophares (20–50)

  - Satavahana
    - König: vgl. Liste der Herrscher von Satavahana

- Japan (Legendäre Kaiser)
  - Kaiser: Suinin (29 v. Chr.–70)

- Kleinarmenien
  - König: Kotys IX. (38–54)

- Kommagene
  - König: Antiochos IV. (38–72)

- Korea
  - Baekje
    - König: Daru (29–77)

  - Gaya
    - König: Suro (42–199?)

  - Goguryeo
    - König: Mobon (48–53)

  - Silla
    - König: Yuri (24–57)

- Kuschana
  - König: Kujula Kadphises (30–80)

- Nabataea
  - König: Malichus II. (Maliku) (40–70)

- Osrhoene
  - König: Abgar V. (13–50)

- Partherreich
  - Schah (Großkönig): Gotarzes II. (38–51)

- Pontos
  - König: Polemon II. (38–64)

- Römisches Reich
  - Provincia Romana Iudaea
    - Prokurator: Ventidius Cumanus (48–52)
    - Vorsitzender des Hohen Rates: Gamaliel I. (9–50)
    - Hohepriester von Judäa: Ananias ben Nedebaios (47–59)

  - Provincia Romana Syria
    - Präfekt: Gaius Cassius Longinus (44–49)

## Europa
- Bosporanisches Reich
  - König: Kotys I. und Eunike (45/46–68/69)

- Britannien
  - Catuvellaunen
    - König von Catuvellauni: Caratacus (42–51)

- Römisches Reich
  - Kaiser: Claudius (41–54)
    - Konsul: Gaius Pompeius Longus Gallus (49)
    - Konsul: Quintus Veranius (49)
    - Suffektkonsul: Lucius Mammius Pollio (49)
    - Suffektkonsul: Quintus Allius Maximus (49)

  - Provincia Romana Britannia
    - Legat: Publius Ostorius Scapula (47–51)